# شهرستان لهورونگ
شهرستان لهورونگ (به لاتین: Lhorong County) یک منطقهٔ مسکونی در چین است که در چامدو واقع شده‌است. شهرستان لهورونگ ۸٬۱۰۸ کیلومتر مربع مساحت و ۴۰٬۰۰۰ نفر جمعیت دارد.